# Ferentari

Ferentari in Bukarest

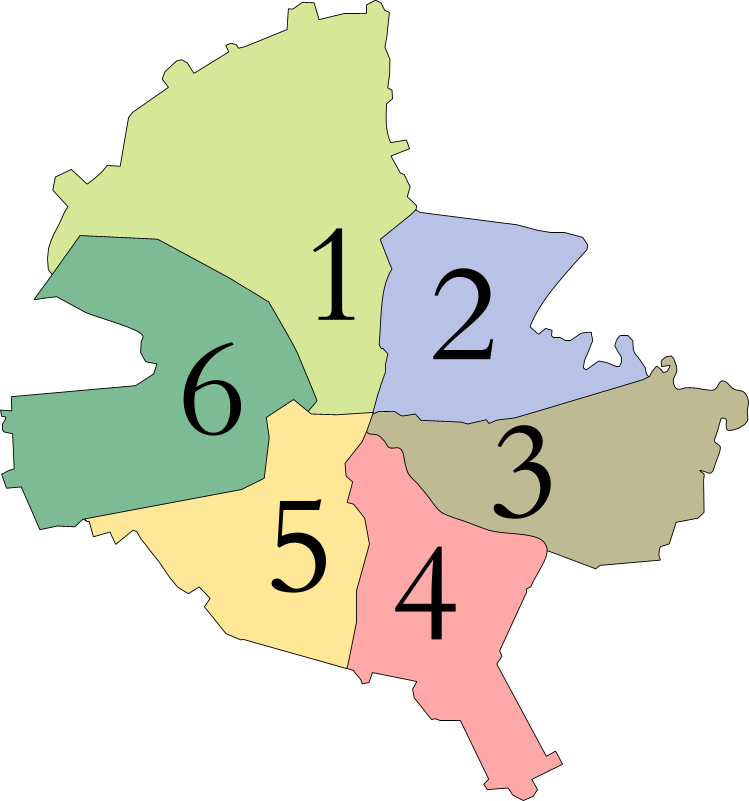
Sektoren in Bukarest

Ferentari ist ein Stadtteil der rumänischen Hauptstadt Bukarest, welcher zum 5. Sektor gehört. Es leben offiziell etwa 90.000 Menschen in Ferentari, die meisten davon Roma.

## Name
Das Wort "Ferentari" leitet sich vom lateinischen Wort "Ferentarii" ab, die Bezeichnung für römische Wurftruppen. 

## Geschichte
Ferentari entstand in der Industrialisierung Mitte des 19. Jahrhunderts und war das erste moderne Industriegebiet in Bukarest. Durch die Bahnanbindung Bukarests mit Giurgiu wuchs die Gegend. Nach dem Zweiten Weltkrieg entstanden viele Wohnblöcke nach sozialistischem Stil.

## Gegenwart

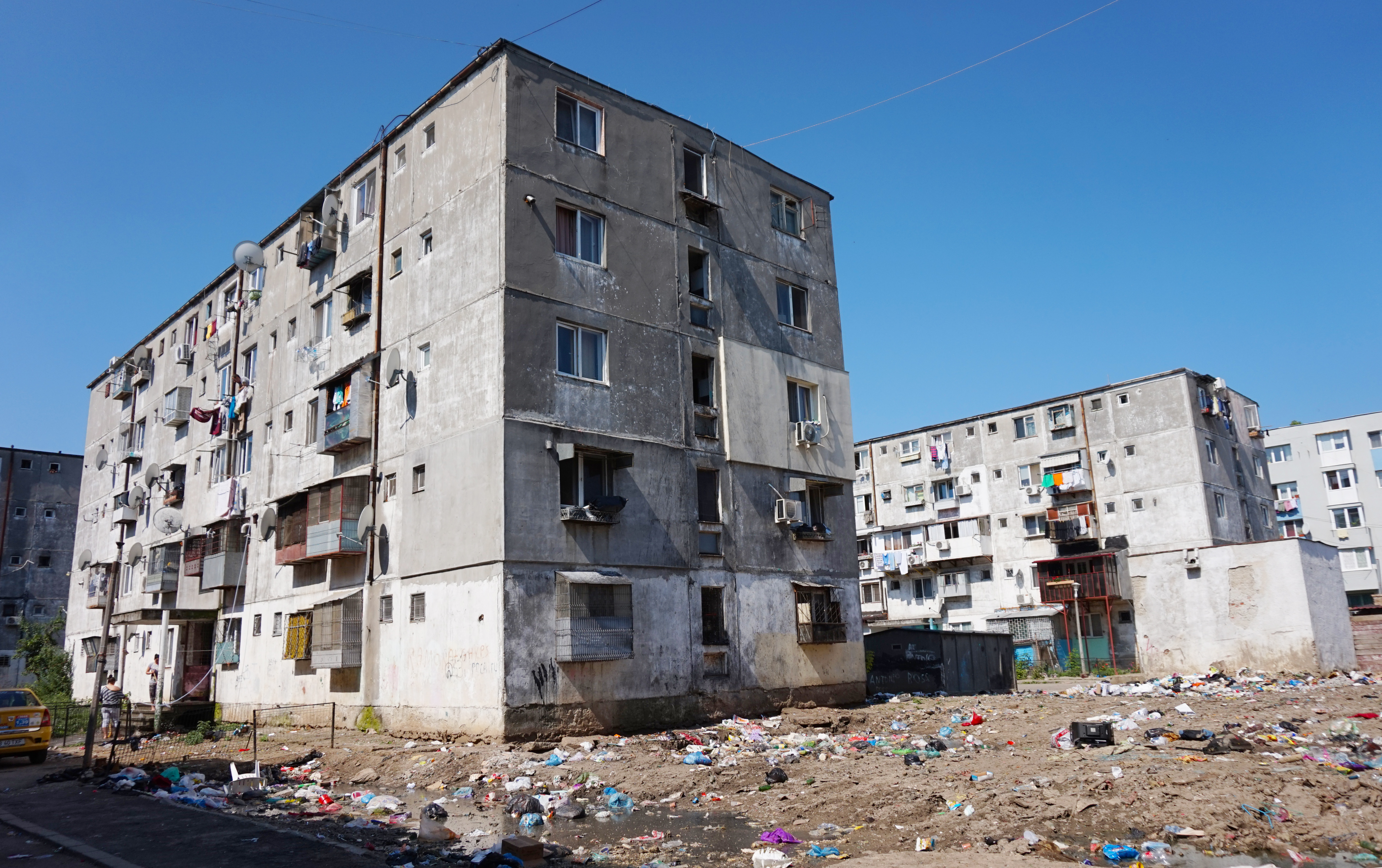
Heruntergekommene Wohnblöcke auf vermüllten Grundstücken in Ferentari

In den letzten Jahrzehnten brach der Strukturwandel im Stadtteil aus. Die Gebäude verfielen und die wohlhabenden Arbeiter zogen weg. Übrig blieben die Roma, die heute den größten Bevölkerungsanteil ausmachen.
Ferentari ist heute eines der gefährlichsten Viertel Bukarests und ein Zentrum für Gewalt, Drogenhandel und illegale Prostitution. Zudem haben überdurchschnittlich viele Bewohner keinen Zugang zur Strom- und Trinkwasserversorgung. Außerdem ist die Armut sehr hoch. Wegen der schlechten Zustände gab es 2006 Ausschreitungen in Ferentari. 

## Kulturelle Einrichtungen
- Bibliothek
- orthodoxe Kirche Ferentari
- orthodoxe Kirche "Nașterea Maicii Domnului Bumbăcari"
- baptistische Kirche "Providența"